# Mamma Mia! Here We Go Again
Mamma Mia! Here We Go Again (também conhecido como Mamma Mia! 2 ou Mamma Mia! 2: Here We Go Again; Brasil: Mamma Mia! Lá Vamos Nós de Novo / Portugal: Mamma Mia! Here We Go Again) é um filme musical de comédia romântica estadunidense, dirigido e escrito por Ol Parker, a partir de uma história de Parker, Catherine Johnson e Richard Curtis. É a continuação do filme Mamma Mia!, de 2008, baseado no musical de mesmo nome. O filme é estrelado por Meryl Streep, Lily James, Amanda Seyfried, Christine Baranski, Julie Walters, Pierce Brosnan, Colin Firth, Stellan Skarsgård, Dominic Cooper, e Cher. O filme conta a história da chegada de Donna Sheridan na ilha de Kalokairi e seu primeiro encontro dos três possíveis pais de sua filha Sophie, também apresenta flashbacks de 1979.
Devido ao sucesso financeiro do primeiro filme, a Universal Pictures há muito tempo se interessou por uma sequência. Here We Go Again foi oficialmente anunciado em maio de 2017, com Parker contratado para escrever e dirigir. Em junho de 2017, grande parte do elenco original confirmou seu participação, em julho do mesmo ano James foi escalada como a jovem Donna. As filmagens ocorreram de agosto a dezembro de 2017 na Croácia, bem como no Shepperton Studios em Surrey, Inglaterra.
Mamma Mia! Here We Go Again foi lançado no Reino Unido e nos Estados Unidos em 20 de julho de 2018, dez anos da semana do lançamento do filme original. Foi bem recebido pela critica, que, embora chamando o filme em si apenas uma "comédia romântica mais romântica", elogiaram o elenco e os números musicais.

## Elenco
- Amanda Seyfried como Sophie Sheridan, a filha de 25 anos de Donna, enteada de Sam, noiva de Sky e neta de Ruby
- Meryl Streep como Donna Sheridan-Carmichael, mãe de Sophie e filha de Ruby, proprietária do Hotel Bella Donna, esposa de Sam
  - Lily James como Donna Jovem
- Dominic Cooper como Sky, marido de Sophie, genro de Donna, enteado de Sam e possível genro de Sam, Bill e Harry
- Christine Baranski como Tanya Chesham-Leigh, uma das ex-colegas de banda de Donna
  - Jessica Keenan Wynn como Jovem Tanya
- Julie Walters como Rosie Mulligan, uma das ex-colegas de banda de Donna
  - Alexa Davies como Rosie Jovem
- Pierce Brosnan como Sam Carmichael, padrasto e possível pai de Sophie, arquiteto irlandês-americano, genro de Ruby e marido de Donna
  - Jeremy Irvine como o jovem Sam
- Colin Firth como Harry Bright, possível pai de Sophie e um banqueiro britânico.
  - Hugh Skinner como jovem Harry
- Stellan Skarsgård como Bill Anderson, possível pai de Sophie, um marinheiro sueco e escritor de viagens
  - Josh Dylan como jovem Bill
- Cher como Ruby Sheridan, mãe de Donna e avó de Sophie
- Andy García como Fernando Cienfuegos, o gerente do Hotel Bella Donna, velho amigo de Ruby’s
- Omid Djalili como funcionário da alfândega grega
- Celia Imrie como vice-chanceler
- Naoko Mori como Yumiko
- Togo Igawa como Tateyama
- Maria Vacratsis como Sofia
- Panos Mouzourakis como Lazaros
- Gerard Monaco como Alexio
- Jonathan Goldsmith como Rafael Cienfuegos, irmão de Fernando Cienfuegos
- Anna Antoniades como Apollonia

Aparições Cameo:
- Björn Ulvaeus como professor da Oxford
- Benny Andersson como pianista "Waterloo"

## Produção

### Desenvolvimento
Devido ao sucesso financeiro de Mamma Mia!, o chefe do estúdio de Hollywood, David Linde, co-presidente da Universal Pictures disse ao The Daily Mail que demoraria um pouco, mas poderia haver uma continuação. Ele afirmou que ficaria encantado se Judy Craymer, Catherine Johnson, Phyllida Lloyd, Benny Andersson e Björn Ulvaeus concordassem com o projeto, observando que ainda há muitas músicas do ABBA a serem usadas.
Mamma Mia! Here We Go Again foi anunciado em 19 de maio de 2017, com uma data de lançamento planejada de 20 de julho de 2018. Será escrito e dirigido por Ol Parker. Em 27 de setembro de 2017, Benny Andersson confirmou 3 canções do ABBA que seriam apresentadas no filme: "When I Kissed the Teacher", "I Wonder (Departure)" e "Angel Eyes".

### Seleção de elenco
Em 1 de junho de 2017, foi anunciado que Seyfried voltaria como Sophie. Mais tarde naquele mês, Dominic Cooper confirmou em uma entrevista que ele estaria retornando para a sequência junto com Streep, Firth e Brosnan. Em 12 de julho de 2017, Lily James foi escolhida para o papel de "Jovem Donna". Em 3 de agosto de 2017, Jeremy Irvine e Alexa Davies foram escalados para o elenco com Irvine para interpretar Sam, personagem de Brosnan, em uma época passada, e Davies faria o papel de uma jovem Rosie, interpretada por Julie Walters no primeiro filme. Em 16 de agosto de 2017, foi anunciado que Jessica Keenan Wynn (Heather Chandler no elenco original de Off-Broadway de Heathers: The Musical) foi escalada como uma jovem Tanya, que foi interpretada por Baranski no primeiro filme. Julie Walters e Stellan Skarsgård também irão reprisar seus papéis como Rosie e Bill, respectivamente. Em 16 de outubro de 2017, foi revelado que a cantora/atriz americana Cher havia se juntado ao elenco em seu primeiro papel no cinema desde 2010.

### Filmagens
As filmagens principais do filme começou em 12 de agosto de 2017 na Croácia, incluindo a ilha de Vis. O elenco se reuniu em outubro de 2017, no Shepperton Studios em Surrey, Inglaterra, para filmar alguns números de música e dança com Cher. As filmagens foram encerradas em 2 de dezembro de 2017.

## Lançamento
Mamma Mia! Here We Go Again foi agendado para ser lançado em 20 de julho de 2018 pela Universal Pictures no Reino Unido, Estados Unidos e outros países selecionados. O filme estreou em 16 de julho de 2018 no Hammersmith Apollo em Londres.

### Marketing
O primeiro trailer do filme foi lançado em 21 de dezembro de 2017 na frente de Pitch Perfect 3, outro filme feito pela Universal Pictures. Cher cantou "Fernando" no Las Vegas CinemaCon em 25 de abril de 2018, depois que as imagens do filme foram mostradas.

## Recepção

### Bilheteria
Em 22 de julho de 2018, Mamma Mia! A Here We Go Again arrecadou 35 milhões de dólares nos Estados Unidos e no Canadá, e 42,9 milhões em outros territórios, para um total bruto mundial de 77,9 milhões de dólares, contra um orçamento de produção de 75 milhões, que aumentou para até 36 milhões  de dólares na semana de seu lançamento. Ele faturou 14,3 milhões  de dólares em seu primeiro dia, incluindo 3,4 milhões nas prévias da noite de quinta-feira. Ele chegou a estrear com 35 milhões de dólares, terminando em segundo, atrás do novato The Equalizer 2 (36 milhões de dólares), e superando a abertura do primeiro filme (27,8 milhões de dólares) em 24%.

### Crítica
No site de agregação de revisão Rotten Tomatoes, o filme detém uma taxa de aprovação de 81% com base em 161 avaliações, com uma média ponderada de 6,2/10. O consenso crítico do site diz: "Mamma Mia! Here We Go Again dobra tudo sobre os fãs que amam o original - e meu, como os fãs podem resistir?" No Metacritic, que atribui uma classificação normalizada às resenhas, o filme tem uma pontuação média ponderada de 60 em 100, com base em 43 críticos, indicando "revisões mistas ou médias". As audiências pesquisadas pelo CinemaScore deram ao filme uma nota média de "A-" em uma escala A+ a F, a mesma pontuação de seu predecessor, enquanto PostTrak relatou que os espectadores deram uma pontuação geral positiva de 83%.
Peter Bradshaw do The Guardian classificou a sequência como "estranhamente irresistível" e deu a ela três de cinco estrelas. Ele descreveu sua reação ao primeiro filme como "uma combinação de urticária e peste bubônica", mas admite que, desta vez, a implacável e a maior comédia auto-consciente o fizeram sorrir. Ele conclui: "Mais prazeroso do que eu pensava. Mas por favor. Chega agora." Mark Kermode do The Observer deu ao filme cinco estrelas e comentou: "Esta sequela slick oferece uma linha direta, reviravoltas alegres e um impacto emocional que deixou nosso crítico em choque".
Peter Travers do Rolling Stone premiou o filme duas estrelas e meia de cinco, notando a ausência de Streep para a maioria do filme impediu o seu prazer, e dizendo: "sua ausência é profundamente sentida desde que a três vezes vencedora do Oscar cantou e dançou seu coração como Donna Sheridan". Lindsay Bahr do Associated Press premiou o filme com três de quatro estrelas, chamando-o de "totalmente ridículo", mas elogiando sua autoconsciência. Ela também elogiou o desempenho e o talento de James. Richard Roeper, do Chicago Sun-Times, deu à sequela uma crítica mista, concedendo-lhe duas estrelas em quatro, criticando as surpresas de Dancing Queen e Super Trouper como sem inspiração, e sentindo que alguns dos números musicais arrastaram o ritmo. No entanto, ele considerou as contrapartes mais jovens para os personagens principais "enérgico" e "simpático".